# Charana dea
Charana dea är en fjärilsart som beskrevs av Lambertus Johannes Toxopeus 1933. Charana dea ingår i släktet Charana och familjen juvelvingar. Inga underarter finns listade i Catalogue of Life.